# Демократическая либеральная партия (Япония)

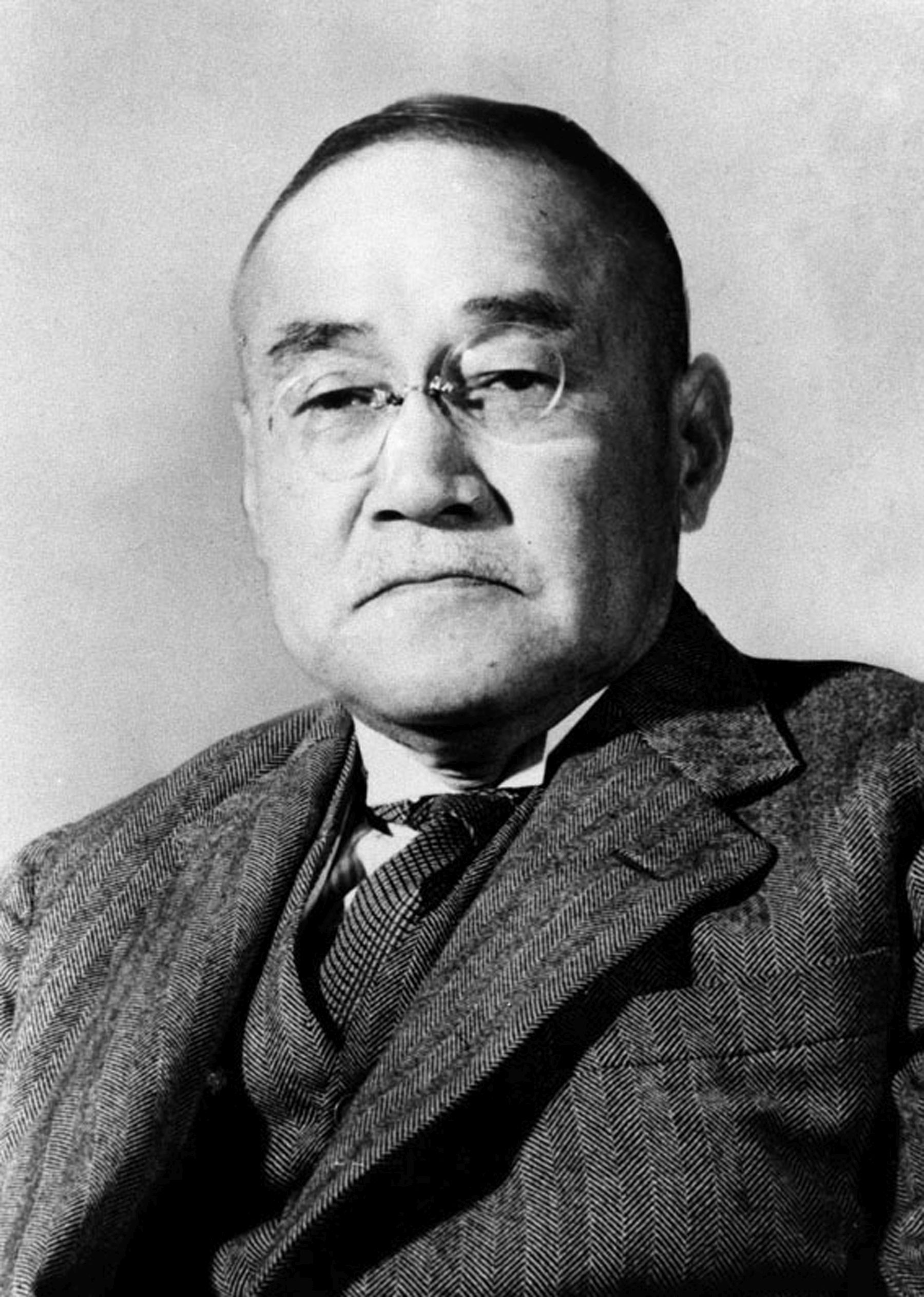
Лидер партии Сигэру Ёсида

Демократическая либеральная партия (яп. 民主自由党 , Миншудзиюто) — ранее существовавшая политическая партия в Японии.

## История
Партия была создана в марте 1948 года в результате слияния Либеральной партии, Клуба Доуши и фракции Демократической партии, возглавляемой Такао Саито как оппозиционный ответ на закон о национализации угля. Новая партия насчитывала 152 депутата и 46 членов Палаты советников Японии. 
В результате попыток Демократической либеральной партии помешать Ямадзаки Такэси сформировать новое правительство после ухода Хитоси Асида с поста премьер-министра, Сигэру Ёсида стал премьер-министром партии в октябре 1948 года, а в январе 1949 года были назначены досрочные выборы. Партия одержала убедительную победу, заняв 269 из 466 мест, тем самым впервые после Второй мировой войны заполучив большинство.  В результате этого Сигеру Ёсида продолжал занимать пост премьер-министра.
В марте 1950 года партия объединилась с союзнической фракцией Демократической партии, чтобы сформировать новую Либеральную партию. 
С момента основания партии до её объединения лидером партии был Сигэру Ёсида.

## Результаты на выборах
| Год  | Кандидаты | Занятых мест |
| ---- | --------- | ------------ |
| 1949 | 420       | 264 из 446   |